# Lucas Scholl
Lucas-Julian Scholl (München, 5 de julio de 1996) es un futbolista alemán que juega de mediapunta. Actualmente juega en el FC Wacker Innsbruck de la Tiroler Liga de Austria.

## Carrera
Nacido en Alemania el hijo del legendario Mehmet Scholl jugó en el segundo equipo del Bayern Múnich debutando así en 2011, Para 2013 fue promovido a las reservas del Primer equipo por Pep Guardiola para la pretemporada, pero no llegó a debutar en la Bundesliga. Tras dejar el equipo muniqués fichó por el Wacker Nordhausen.
En el mercado invernal de la temporada 2019-20 fichó por el VfR Garching, pero solo jugó un partido debido a la suspensión de la liga debido a la Pandemia de COVID-19. Al acabar la temporada pasó a jugar a la 2. Liga austriaca de la mano del SV Horn.
A inicios de la temporada 2022-23 ficha por el FC Wacker Innsbruck, de la cuarta división austriaca.

## Posicionamiento y estilo de juego
Lucas Scholl es un jugador muy inteligente, hábil, y versátil. Su posición natural es mediapunta, pero también puede jugar como mediocampista y como extremo; su pierna buena es la derecha.

## Palmarés

### Campeonatos nacionales
| Título           | Club          | País     | Año     |
| ---------------- | ------------- | -------- | ------- |
| Bundesliga       | Bayern Múnich | Alemania | 2013/14 |
| Copa de Alemania | Bayern Múnich | Alemania | 2014    |

### Campeonatos internacionales
| Título            | Club          | País      | Año  |
| ----------------- | ------------- | --------- | ---- |
| Mundial de Clubes | Bayern Múnich | Marruecos | 2013 |